# Златни вивак
Златни вивак (лат. Pluvialis apricaria), такође познат и као европски златни вивак или евроазијски златни вивак, је птица средње величине из породице жалара. Ова врста је слична двема другим златним вивцима, америчком златном вивку, лат. Pluvialis dominica, и тихоокеанском златном вивку, лат. Pluvialis fulva, који су оба нешто мања, виткија и са дужим ногама од европског златног вивка, и оба имају сиво уместо белог аксиларног (пазушног) пера (видљиво у лету и када птица рашири крила на земљи).

## Таксономија
Златног вивка је формално описао шведски природњак Карл фон Лине 1758. године у десетом издању своје дела „Systema Naturae“ . Сврстао га је са осталим вивцима у род лат. Charadrius и сковао биномско име лат. Charadrius apricarius. Врста се сада сврстава у род лат. Pluvialis који је 1760. године увео француски зоолог Матирен Жак Брисон. Име рода је латинског порекла и значи „везано за кишу“, од речи лат. pluvia, „киша“. Веровало се да се златни вивци окупљају када је киша била на помолу. Назив врсте лат. apricaria је латинског порекла и значи „сунчати се“. Златни вивак има тренутно две подврсте:
- лат.  (Linnaeus, 1758) - северна Британија, преко западне Немачке, Данске и Јужне Феноскандије до балтичких држава
- лат.  (Linnaeus, 1758) - зимује од британског острва преко Медитерана до јужног Каспијског мора

## Опис
Златни вивак је прилично округласт, са крилима која су му само мало дужа од репа. Његова најистакнутија карактеристика је бела трака у облику латиничног слова „S“ која се протеже од чела до бокова.

## Распрострањеност и станиште
Златни вивак се обично гнезди у арктичкој тундри и другим вресиштима, све до Исланда на западу, где се назива исл. Heiðlóa, и до централног Сибира на истоку; најјужнија врста се може пронаћи у Велсу и Белорусији, након што је мала популација која се гнездила на Дартмуру у југозападној Енглеској око 2010. године престала да се ту гнезди.
Зими мигрира на југозапад у блаже регионе Европе, северозападне Африке и југозападне Азије, од Ирске на истоку до Данске, и на југу до медитеранског региона све до Алжира, све до северног Египта и обале Каспијског мора у Ирану. Окупља се у великим јатима на отвореним површинама, затим на пољопривредним равницама, ораницама и ливадама, али се може наћи на рибњациме где се храни. Луталице се не тако често бележене западно до источне обале Канаде (Њуфаундленд, Нова Шкотска), јужно до Гамбије и источно до Пакистана и северне Индије.

## Понашање и екологија
Звук златног вивка је једносложни, благо силазни, меланхолични „туу“.
Његов лет је брз и снажан, са правилним замасима крила. 
У Уједињеном Краљевству, птићи златног вивка се хране мувама рода лат. Tipulidae, док су то у Шведској муве рода лат. Bibionidae.

## Статус
Златни вивак је једна од врста на које се примењује Споразум о очувању афричко-евроазијских птица селица водених станишта (AEWA). Генерално, врста је безбедна, и IUCN је навео као најмање забрињавајућу, али популације на јужном рубу подручја гнежђења опадају или изумру у неколико земаља, укључујући и Велику Британију, затим Данску (изумрла као птица гнездарица), Белгију (изумрла као птица гнездарица), Пољску (изумрла као птица гнездарица), Немачку и јужну Шведску.  Највећа популација је на Исланду, где живи око трећина светске популације.

## У култури

### Фолклор
Златни вивак проводи лета на Исланду, а у исландском фолклору, појава првог златног вивка у земљи значи да је стигло пролеће. Исландски медији увек извештавају о првом виђењу вивка, које се 2017. године догодило 27. марта, а најраније 2020. године 16. марта. Вивак је такође симбол женствености и женског рода на Исланду.

### Порекло Гинисових светских рекорда
Дана 10. новембра 1951. године, сер Хју Бивер, тадашњи генерални директор пиваре Гинис, отишао је на лов у Северни Слоб, поред реке Слејни у округу Вексфорд, у Ирској. Након што је промашио метак у покушају да ухвати златног вивка, уплео се у расправу око тога која је најбржа птица за дивљач у Европи, златни вивак или црвени тетреб (прво је било тачно). Те вечери у Каслбриџ Хаусу, схватио је да је немогуће потврдити у приручницима да ли је златни вивак најбржа птица која се лови у Европи. Бивер је знао да се сваке вечери у пабовима широм Ирске мора расправљати о бројним другим питањима, али није постојала књига на свету којом би се решили спорови око евиденције. Тада је схватио да би књига која пружа одговоре на ову врсту питања могла постати популарна.  Запослени у Гинису рекао је сер Хјуу о два брата близанца, Норису и Росу Меквиртеру, који су отворили агенцију за проверу чињеница у Лондону. Сер Хју је интервјуисао браћу и, импресиониран њиховим огромним знањем, наручио је књигу. Касније је објавио прву Гинисову књигу рекорда која је постала бестселер у року од неколико месеци.

## Галерија
- Зимско перје; новембар, Норфолк, Велика Британија
- Јато у лету, са белим аксиларним перјем; децембар, Делта дел Љобрегат, Барселона, Шпанија
- Велико јато у Истаду, Шведска .
- На Исланду .
- Јаја, Музеј колекције Висбаден .